# Carlos Fuentes

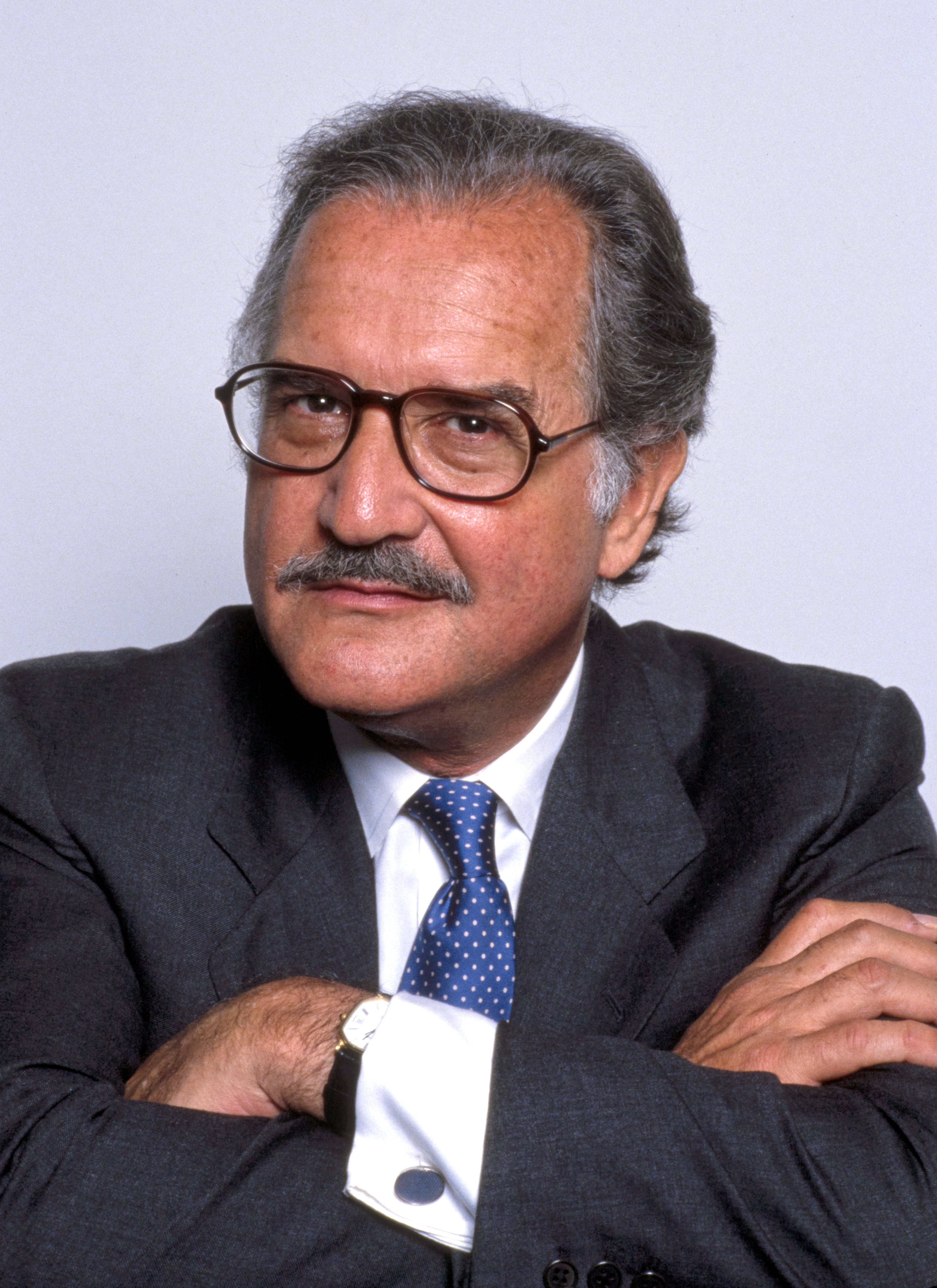
Carlos Fuentes (1987)

Carlos Fuentes Macías (* 11. November 1928 in Panama-Stadt, Panama; † 15. Mai 2012 in Mexiko-Stadt, Mexiko) war ein mexikanischer Schriftsteller.

## Leben
Carlos Fuentes’ Vater war mexikanischer Diplomat und in den 1930ern u. a. Botschafter in Washington. Fuentes selbst lernte deshalb als Heranwachsender zahlreiche Länder Mittel- und Südamerikas sowie die USA inklusive deren Kultur und Literatur kennen und erhielt eine hochprivilegierte Schulbildung.
Bei seinen eigenen ersten literarischen Versuchen stand er vor allem unter dem Einfluss von Pablo Neruda. Mit sechzehn Jahren ging Fuentes dauerhaft nach Mexiko und schloss seine höhere Schulausbildung in Mexiko-Stadt ab. Während dieser Zeit arbeitete er an der Zeitschrift Hoy (Heute) mit und erhielt einen ersten Literaturpreis vom Colegio Francés Morelos. Anschließend studierte er Wirtschaftswissenschaften in Genf und Jura an der Nationalen Autonomen Universität in Mexiko-Stadt.
Nach dem Studium arbeitete Fuentes zunächst – wie sein Vater – als Diplomat in Chile und Argentinien. Ab 1959 betätigte er sich ausschließlich als Schriftsteller und Drehbuchautor.

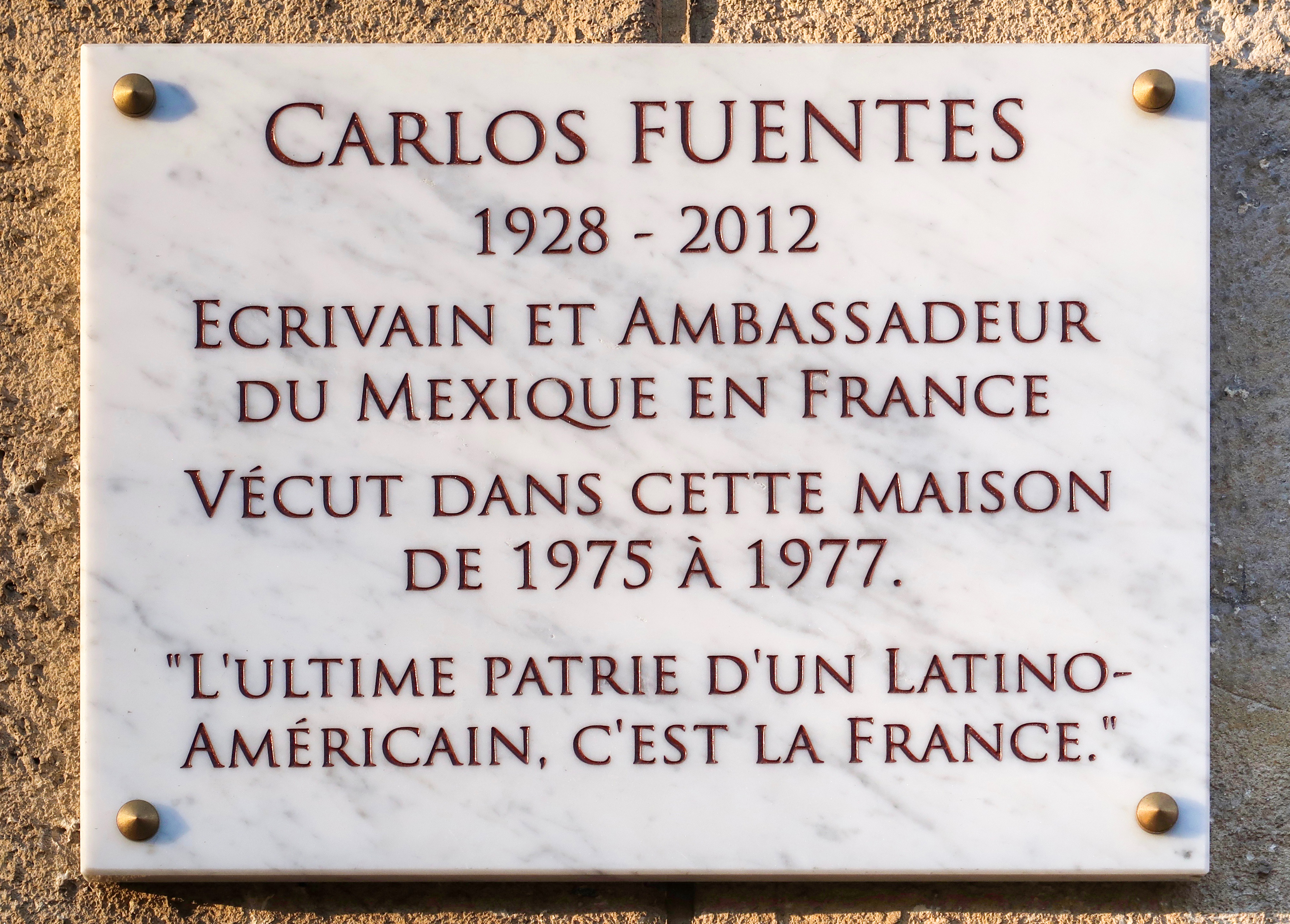
Eine an Fuentes erinnernde Plakette an seinem Wohnort in Paris

Fuentes lebte in den 1960ern in Paris, Venedig, London und Mexiko-Stadt. In den 1970ern arbeitete er am Woodrow Wilson International Center for Scholars in Washington. Außerdem vertrat er von 1976 bis 1977 sein Land als Botschafter in Frankreich, gab den Posten jedoch wieder auf, als Ex-Präsident Gustavo Díaz Ordaz zum Botschafter Mexikos in Spanien ernannt wurde.
Ab 1990 lebte Fuentes in Europa, vor allem in London, sowie zeitweise in den USA, wo er einen Lehrauftrag an der Harvard University erhielt.
Carlos Fuentes starb 2012 und wurde auf dem Cimetière Montparnasse in Paris beigesetzt, wo auch seine Kinder beerdigt sind. Seinem Sohn Carlos Fuentes Lemus (1973–1999) ist der Roman Das Gläserne Siegel gewidmet.

## Auszeichnungen
- 1977: Premio Rómulo Gallegos für Terra Nostra
- 1985: Wahl in die American Academy of Arts and Letters[2]
- 1986: Wahl in die American Academy of Arts and Sciences
- 1987: Premio Cervantes
- 1999: Medalla Belisario Domínguez del Senado de la República
- 2004: Ehrendoktorwürde der Freien Universität Berlin.
- 2006: Four Freedoms Award, in der Kategorie Meinungsfreiheit

## Werke

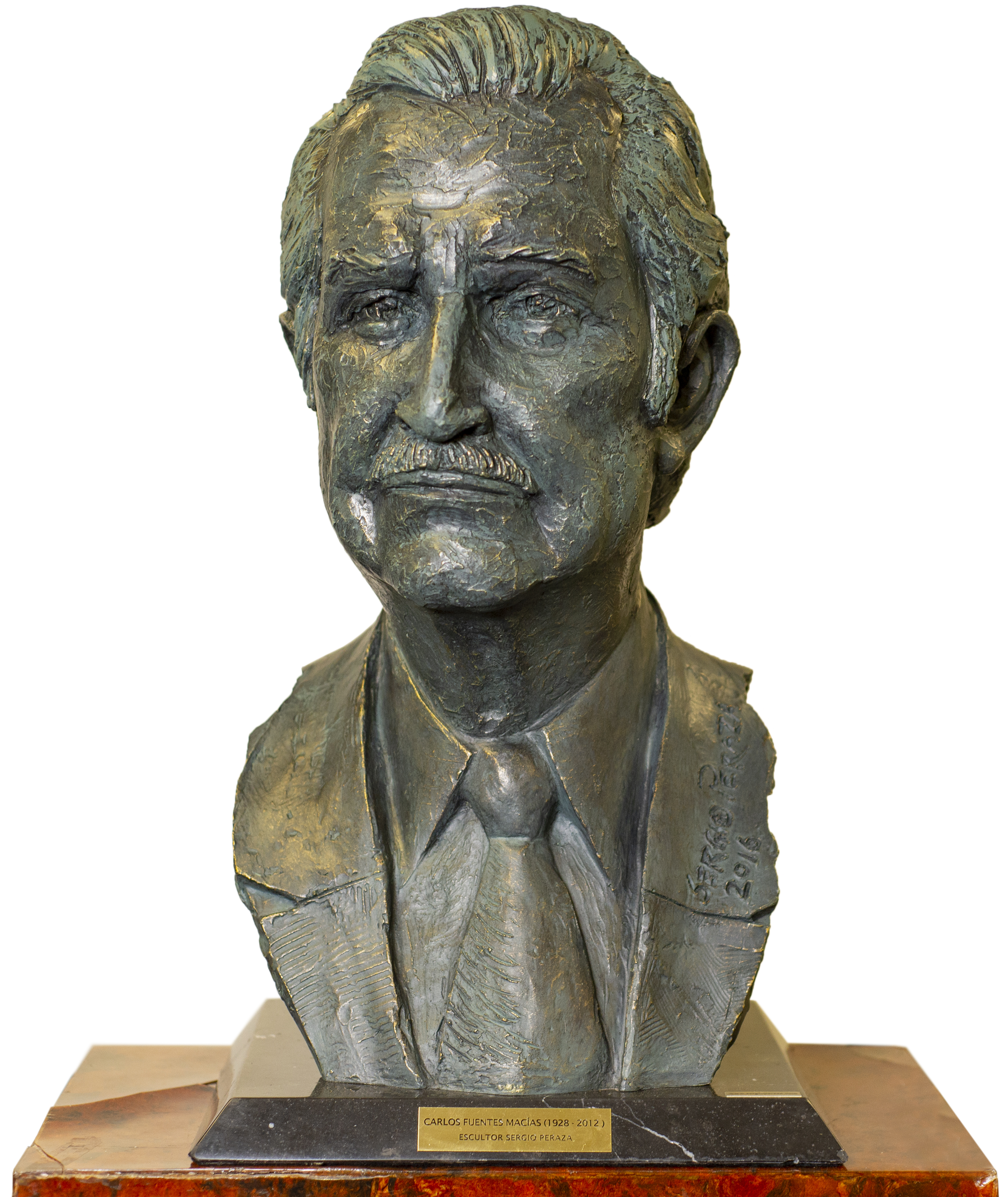
Büste von Carlos Fuentes

Fuentes beschäftigte sich in seinen Erzählungen, Essays und Romanen mit dem Alltag und der Geschichte Mexikos und Lateinamerikas, insbesondere mit den Unabhängigkeitsbewegungen und Revolutionen der zentral- und südamerikanischen Länder. Er verfolgte die Identität Zentralamerikas bis in die vorkolumbianische Zeit und bis zu den römischen Wurzeln der hispanischen Zivilisation zurück. Als wichtiger und erfolgreichster Vertreter der mexikanischen Gegenwartsliteratur stellte er mit verschiedenen stilistischen Mitteln die inneren Konflikte und die innere Zerrissenheit junger mexikanischer Intellektueller dar. Der Emanzipation der Frau galt sein besonderes Augenmerk. Später widmete er sich in seinen Romanen auch dem Verhältnis zwischen Europa und Amerika und nahm auch Stellung zum Nord-Süd-Konflikt.
Seine ersten Erzählungen veröffentlichte er 1954 in dem Band Verhüllte Tage, der zu einem Bestseller im Heimatland wurde. Das galt auch für seinen ersten Roman Landschaft in klarem Licht (1958; dt. 1974), der als erster ein umfassenderes Bild des modernen Mexiko-Stadt und die Entwicklung der nachrevolutionären Generation zeichnete. Bald leitete er Zeitschriften wie Revista Mexicana de Literatura und El Espectador.
In La muerte de Artemio Cruz (1962) kritisierte er den mexikanischen Nationalismus und die geringe Reife Mexikos zur Demokratie. Als eines seiner wichtigsten und interessantesten Werke kann der umfangreiche und komplexe Roman Terra Nostra (1975) betrachtet werden, in dem er in kunstvoller Montage das Mexiko der Gegenwart mit der mexikanischen Kolonisationsgeschichte verwebt. Christoph, Ungeborn vermittelte eine Beschreibung Mexikos der 1980er- und 1990er-Jahre. Der Roman Der alte Gringo (1985) über den Autor Ambrose Bierce wurde 1989 mit Jane Fonda und Gregory Peck mit dem Titel Old Gringo verfilmt.
Stilistisch wirkte er prägend auf jüngere Autoren Mexikos. In der stilistischen Vielfalt seines Spätwerks ging gelegentlich der rote Faden verloren.
Fuentes verstand sich im Allgemeinen als politisch links, begrüßte anfänglich die kubanische Revolution und vertrat in seinen Werken oft die Sache des „kleinen Mannes“ und der Gewerkschaften. Später nahm er konservativere Positionen und eine differenzierte Haltung zu den USA ein, blieb jedoch unversöhnlich gegenüber George W. Bush, mit dem er in seiner 2004 erschienenen Aufsatzsammlung Contra Bush abrechnete. In Mein Freund Kundera von 1979 äußert sich Fuentes zum Verhältnis von Politik und Literatur:

„Seit damals (sc. dem Prager Frühling) teile ich mit dem tschechischen Schriftsteller die Ansicht, und nach jeder Begegnung mehr, dass der Roman ein unerlässlicher, unentbehrlicher Bestandteil der Zivilisation ist, die wir, ein Tscheche und ein Mexikaner, gemeinsam haben können: eine Art und Weise, Dinge zu sagen, die auf andere Weise nicht gesagt werden könnten. Damals (sc. in der ČSSR) redeten wir viel miteinander, später dann in Paris, in Nizza, in La Renaudière, als er mit seiner Frau Vera nach Frankreich kam und dort ein neues Zuhause fand, da in seinem zur ‚Normalität‘ zurückgekehrten Vaterland seine Romane weder veröffentlicht, noch gelesen werden durften.“

## Werkübersicht

### Romane
- La región más transparente (1958)
  - Deutsche Ausgaben: Landschaft in klarem Licht. Aus dem mexikanischen Spanisch übersetzt von Maria Bamberg. Verlag Volk und Welt, Berlin 1974. Deutscher Taschenbuch-Verlag, München 1981, ISBN 3-423-01611-6. Süddeutsche Zeitung Bibliothek Bd. 10, München 2010. ISBN 978-3-86615-792-7.
- Las buenas conciencias (1959)
- La muerte de Artemio Cruz (1962)
  - Deutsche Ausgabe: Nichts als das Leben. Aus dem mexikanischen Spanisch übersetzt von Christa Wegen. Deutsche Verlagsanstalt, Stuttgart 1964 und 8. Auflage Suhrkamp, Frankfurt 1990, ISBN 3-518-36843-5. (In der ehemaligen DDR unter dem Titel: Der Tod des Artemio Cruz. Verlag Volk und Welt, 2. Auflage, Berlin 1982)
- Zona Sagrada (1967)
- Cambio de piel (1967) – Hautwechsel. Deutsch von Christa Wegen. Rowohlt, Reinbek 1990, ISBN 3-499-12398-3
- Terra Nostra (1975) – Terra nostra. Deutsch von Maria Bamberg. Deutscher Taschenbuch-Verlag dtv, München 1992, ISBN 3-423-10043-5
- La cabeza de la hidra (1978) – Das Haupt der Hydra. Aus dem mexikanischen Spanisch von Maria Bamberg. Mit einem Nachwort von Hans-Jürgen Schmitt. Deutscher Taschenbuch-Verlag, München 1994, ISBN 3-423-19031-0
- Una familia lejana (1980) – Die Heredias. Roman. Aus dem mexikanischen Spanisch übertragen von Maria Bamberg. Ullstein, Berlin 1985 ISBN 3-548-20578-X
- Gringo Viejo (1985) – Der alte Gringo. Aus dem mexikanischen Spanisch übertragen von Maria Bamberg. Volk und Welt, Berlin 1988 ISBN 978-3-353-00354-6
- Cristóbal Nonato (1987) – Christoph, Ungeborn: Das Vorleben und die Ansichten, die Geschichte und die gesammelten Erfahrungen des sinnreichen Kindes Cristóbal Nonato. Gelesen, nachgelesen, ausgelesen und für geneigte Leser aus dem mexikanischen Spanisch und anderen Idiomen in verständiges Deutsch gebracht von Maria Bamberg. Rowohlt, Reinbek 1994 ISBN 3-499-13249-4
- La campaña (1990) – La campaña. Übers. Veronika Schmidt. Rowohlt, Reinbek 1992 ISBN 3-499-13164-1
- Diana o la cazadora solitaria (1996) – Diana oder Die einsame Jägerin. Übers. Ulrich Kunzmann.[4] Fischer-Taschenbuch-Verlag, Frankfurt am Main 1998 ISBN 3-596-13714-4
- Los años con Laura Díaz (1999) – Die Jahre mit Laura Diaz. Übers. Ulrich Kunzmann. Fischer-Taschenbuch-Verlag, Frankfurt am Main 2002 ISBN 3-596-14811-1
- Instinto de Inez (2001) – Das gläserne Siegel. Aus dem Spanischen von Sabine Giersberg.[5] Fischer-Taschenbuch-Verlag, Frankfurt am Main 2004, ISBN 3-596-15940-7
- La Silla del Águila (2003)
- Todas las familias felices (2006) – Alle glücklichen Familien. Übersetzt von Lisa Grüneisen. Fischer-Taschenbuch-Verlag, Frankfurt am Main 2010, ISBN 978-3-596-17869-8
- La voluntad y la fortuna (2008)
- Adán en Edén (2009) Alfaguara, México D. F. ISBN 978-607-11-0306-2
- Vlad (2010) Alfaguara, México D.F.
- Federico en su balcón (2012) Alfaguara[6]

### Erzählbände, Novellen
- Los días enmascarados (1954) – Verhüllte Tage. Erzählungen. Aus dem mexikanischen Spanisch übersetzt und mit einem Nachwort versehen von Maria Bamberg. Manesse, Zürich 1988, ISBN 3-7175-8132-5
- Aura (1962) – Aura [Novelle]. Aura: Novelle & Essay in einem Band. Aus dem Spanischen von Christa Wegen (Novelle). Aus dem Amerikanischen von Barbara von Bechtolsheim (Essay) Fischer-Taschenbuch-Verlag, Frankfurt am Main 1999, ISBN 3-596-13988-0
- Cantar de ciegos (1964) – Die Puppenprinzessin; Zweimal Elena [Neufassung von Cantar de ciegos]
- Cumpleaños (1969) – Zwei Novellen. Aura und Geburtstag. Nachwort Juan Goytisolo. Übers. Christa Wegen Suhrkamp, Frankfurt 1976 ISBN 3-518-01505-2
- Chac Mool y otros cuentos (1973) – Chac Mool. Übers. Maria Bamberg. Rowohlt, Reinbek 1990 ISBN 3-499-12390-8
- Agua quemada (1981) – Verbranntes Wasser. 4 Erzählungen. Übers. Maria Bamberg. Rowohlt, Reinbek 1990 ISBN 3-499-12456-4
- Constancia y otras novelas para vírgenes (1990) – Constancia und andere Geschichten für Jungfrauen. Aus dem mexikanischen Spanisch von Veronika Schmidt. Fischer-Taschenbuch-Verlag, Frankfurt am Main 2000 ISBN 3-596-14599-6
- El naranjo o los círculos del tiempo (1993). Sammlung von Kurzgeschichten:
  - Las dos orillas
  - Los hijos del conquistador
  - Las dos Numancias
  - Apolo y las putas
  - Las dos Américas
- La frontera de cristal (1995) – Die gläserne Grenze. Übers. Sabine Giersberg. Fischer-Taschenbuch-Verlag, Frankfurt am Main 2004, ISBN 3-596-15940-7.
  - Weitere Ausgabe: Die gläserne Grenze: Roman in neun Erzählungen. Übers. Ulrich Kunzmann. Hoffmann und Campe, Hamburg 1998, ISBN 3-455-02064-X
- Inquieta compañía (2004) – Unheimliche Gesellschaft. Sechs phantastische Erzählungen. Aus dem Spanischen von Lisa Grüneisen. S. Fischer, Frankfurt am Main 2006 ISBN 978-3-10-020752-4

### Essaybände, Sachbücher
- La nueva novela hispanoamericana (1969)
- El mundo de José Luis Cuevas (1969)
- Casa con dos puertas (1970)
- Tiempo mexicano (1971)
- Cervantes o la crítica de la lectura (1976)
- Myself and others – Von mir und anderen (dt. 1989). Aus dem Amerikanischen übertragen von Barbara von Bechtolsheim.[7] Deutsche Verlagsanstalt, Stuttgart 1989 ISBN 3-421-06511-X
- Valiente mundo nuevo (Épica, utopía y mito en la novela hispanoamericana) (1990)
- El espejo enterrado (1992) – Der vergrabene Spiegel. Die Geschichte der hispanischen Welt. Aus dem Amerikanischen von Ludwig Schubert. Überarbeitete Neuausgabe. Fischer-Taschenbuch-Verlag, Frankfurt am Main 1998, ISBN 3-596-13860-4
- Geografía de la novela (1993)
- Nuevo tiempo mexicano (1995)
- Retratos en el tiempo, junto con Carlos Fuentes Lemus. (2000)
- Los cinco soles de México. Editorial Seix Barral, 2000 ISBN 950-731-293-5
  - deutsch: Los cinco soles de Mexico. S. Fischer, Frankfurt am Main 2010, ISBN 978-3-10-020754-8
- En esto creo (2002) – Alphabet meines Lebens. Woran ich glaube. Übers. Sabine Giersberg. Fischer-Taschenbuch-Verlag, Frankfurt 2006, ISBN 978-3-596-16601-5, ISBN 3-596-16601-2
- Contra Bush (2004)
- Los 68 (2005)

### Theaterstücke
- Todos los gatos son pardos (1970)
  - Alle Katzen sind grau. Aus dem Spanischen von Karin Kersten und Caroline Neubaur. Playmarket-Theaterverlag Jacobs u. Kersten, Berlin 1976 [Als Manuskript vervielfältigt]
- El tuerto es rey (1970)
- Los reinos originarios: teatro hispano-mexicano (1971)
- Orquídeas a la luz de la luna (1982)
- Ceremonias del alba (1990)

### Filmografie (Auswahl)
- Las dos Elenas (1964) [Drehbuch zum Kurzfilm, Regie: José Luis Ibáñez]
- Un alma pura (1965) [Drehbuch zum Film basierend auf Erzählung]
- Las dos Elenas (1965) [Drehbuch zum Film basierend auf Erzählung]
- La strega in amore (1966) – Hexe der Liebe [italienische Verfilmung von Aura; Regie: Damiano Damiani]
- Pedro Páramo (1967) [Co-Autor]
- Tiempo de morir (1985) – Zeit zu sterben [Drehbuch nach Gabriel García Márquez]
- Old Gringo (1989)
- El espejo enterrado / The Buried Mirror (1994) [Text und Moderation; Dokumentationsreihe über die spanische Zivilisation]
- Mexico (2000) [Doku]